# Stockholm Open 2023
Lo Stockholm Open 2023 è stato un torneo di tennis giocato su campi in cemento al coperto. È stata la 54ª edizione dello Stockholm Open facente parte della categoria ATP Tour 250 nell'ambito dell'ATP Tour 2023. Gli incontri si sono disputati al Kungliga tennishallen di Stoccolma, in Svezia, dal 16 al 22 ottobre 2023.

## Partecipanti

### Teste di serie
| Nazionalità | Giocatore                   | Ranking* | Testa di serie |
| ----------- | --------------------------- | -------- | -------------- |
| Danimarca   | Holger Rune                 | 5        | 1              |
| Francia     | Adrian Mannarino            | 23       | 2              |
| Paesi Bassi | Tallon Griekspoor           | 24       | 3              |
| Spagna      | Alejandro Davidovich Fokina | 25       | 4              |
| Argentina   | Sebastián Báez              | 29       | 5              |
| Rep. Ceca   | Jiří Lehečka                | 30       | 6              |
| Stati Uniti | Christopher Eubanks         | 32       | 7              |
| Regno Unito | Daniel Evans                | 33       | 8              |

* Ranking al 2 ottobre 2023.

### Altri partecipanti
I seguenti giocatori hanno ricevuto una wildcard per il tabellone principale:
- Leo Borg
- Karl Friberg
- Elias Ymer

Il seguente giocatore è entrato in tabellone con il ranking protetto:
- Gaël Monfils

I seguenti giocatori sono passati dalle qualificazioni:

- Dino Prižmić
- Pavel Kotov
- Filip Misolic
- Benjamin Hassan

Il seguente giocatore è entrato in tabellone come lucky loser:
- Tomáš Macháč

### Ritiri
Prima del torneo
- Alejandro Davidovich Fokina → sostituito da  Tomáš Macháč

## Partecipanti al doppio

### Teste di serie
| Nazionalità | Giocatore       | Nazionalità | Giocatore       | Ranking* | Testa di serie |
| ----------- | --------------- | ----------- | --------------- | -------- | -------------- |
| Argentina   | Máximo González | Argentina   | Andrés Molteni  | 20       | 1              |
| Serbia      | Nikola Ćaćić    | Croazia     | Mate Pavić      | 85       | 2              |
| Francia     | Sadio Doumbia   | Francia     | Fabien Reboul   | 85       | 3              |
| Stati Uniti | Robert Galloway | Francia     | Albano Olivetti | 104      | 4              |

* Ranking al 2 ottobre 2023.

### Altri partecipanti
Le seguenti coppie di giocatori hanno ricevuto una wild card per il tabellone principale:
- Filip Bergevi /  Leo Borg
- Karl Friberg /  Jonathan Mridha

### Ritiri
Prima del torno
- Simone Bolelli /  Andrea Vavassori → sostituiti da  Lorenzo Sonego /  Andrea Vavassori

## Campioni

### Singolare
Gaël Monfils ha sconfitto in finale  Pavel Kotov con il punteggio di 4-6, 7-6(6), 6-3.
• È il dodicesimo titolo in carriera per Monfils, il primo in stagione.

### Doppio
Andrej Golubev /  Denys Molčanov hanno sconfitto in finale  Yuki Bhambri /  Julian Cash con il punteggio di 7-6(8), 6-2.